# Sport Huamanga
El Club Deportivo Sport Huamanga, conocido como Sport Huamanga, es un club de fútbol de la ciudad de Ayacucho, en el  Departamento de Ayacucho. Fue fundado el 25 de abril de 2002 y fue el equipo más representativo de la ciudad entre los primeros años del siglo XXI.

## Historia
Sport Huamanga fue fundado el 25 de abril de 2002 en el Barrio de San Blas por la Familia Beingolea. Desde su fundación el equipo adoptó un fútbol competitivo y representativo del fútbol ayacuchano. Se inició en tercera división de la mano de su entrenador Jaime López y gracias a su experiencia en menores logró el título ascendiendo a la segunda división donde tuvo una destacada participación y el título del año 2003, llegando así a la primera división, logrando participar en las siguientes etapas Provincial y Departamental. 
En 2005, el Sport Huamanga tuvo una campaña exitosa y llegó por primera vez, en la historia del fútbol ayacuchano, a la etapa Nacional de la Copa Perú. Desde el 2005 hasta el 2008, el equipo realizó buenas campañas, llegó por tres años consecutivos hasta los cuartos de final de la etapa Nacional de la Copa Perú, razones suficientes para despertar pasiones en la sufrida afición ayacuchana, quienes soñaban con ver algún día al equipo de sus amores en la Primera División del fútbol peruano.
Su última participación fue en la Copa Perú 2008, llegó hasta los cuartos de final de la etapa Nacional, donde fue eliminado por el Sport Huancayo. en un partido con muchas dudas gracias al árbitro Alejandro Villanueva.
En el 2009 declinó participar de la Liga Superior de Ayacucho descendiendo a la liga distrital de Huamanga, donde tampoco formó parte al año siguiente. Desde entonces no participó en torneos oficiales.
En 2021 asumió el mando Rofilio Neyra Huamaní, expresidente de Inti Gas Deportes (actual Ayacucho Fútbol Club), para participar nuevamente en la Copa Perú.

## Uniformes
- Uniforme titular: Camiseta azul marina, pantalón azul marino y medias azules marinas.
- Uniforme alternativo: Camiseta negra, pantalón negro y medias negras.

## Entrenadores
- Mifflin Bermúdez (2008)

## Palmarés

### Torneos regionales
| Competición regional                 | Títulos                 | Subcampeonatos |
| ------------------------------------ | ----------------------- | -------------- |
| Etapa Regional - Región V (0/1)      |                         | 2005.          |
| Liga Departamental de Ayacucho (3/1) | 2006, 2007, 2008.       | 2005.          |
| Liga Provincial de Huamanga (4/0)    | 2005, 2006, 2007, 2008. |                |
| Liga Distrital de Ayacucho (3/0)     | 2004, 2005, 2006.       |                |